# Слобозія (Рознов, Нямц)
Слобозія (рум. Slobozia) — село у повіті Нямц в Румунії. Адміністративно підпорядковане місту Рознов.
Село розташоване на відстані 270 км на північ від Бухареста, 15 км на південний схід від П'ятра-Нямца, 87 км на південний захід від Ясс.

## Населення
За даними перепису населення 2002 року у селі проживали 3085 осіб.
Національний склад населення села:
| Національність | Кількість осіб | Відсоток |
| -------------- | -------------- | -------- |
| румуни         | 3039           | 98,5%    |
| цигани         | 46             | 1,5%     |

Рідною мовою назвали:
| Мова      | Кількість осіб | Відсоток |
| --------- | -------------- | -------- |
| румунська | 3059           | 99,2%    |
| циганська | 26             | 0,8%     |